# Кондра, Валерия Владимировна
Валерия Владимировна Кондра (27 мая 1985, Москва) — российская телеведущая (РЕН-ТВ, СТС), поп-певица.

## Биография
Родилась 27 мая 1985 года в Москве в семье советского волейболиста Владимира Кондры и его жены Натальи Алексеевны Кондры. В детстве часто меняла место жительства, путешествуя с родителями из страны в страну.
В 2003—2009 годах обучалась на журфаке РУДН, получила магистерский диплом по специальности «журналистика».

## Карьера телеведущей
В 2009 году стала ведущей программы «Я путешественник» на канале РЕН ТВ. В 2010 году — ведущая премии «Russian Street Awards». В 2011 году приглашена соведущей программы «Личный тренер» с Ляйсан Утяшевой (НТВ-Плюс Спорт), в том же году стала ведущей программы «Top Sexy с Лерой Кондра» на канале Music Box.
В 2013 году на канале СТС вела программу «Право на любовь», но по каким-то причинам она так и не вышла в эфир. В 2014 году вместе с Эдгардом Запашным была соведущей Всемирного фестиваля циркового искусства «ИДОЛ» в Большом Московском цирке.

## Карьера актрисы
В качестве актрисы принимала участие в съёмках клипов:
- Иракли и Dino MC47 — «Сделай шаг» (2008)
- Slim — «Холодно» (2009)
- Птаха feat. Ноггано, Тати, Тато — «Клён» (2009)
- Guf — «Для неё» (2009)
- Dino MC47, ST "Мы продолжаем Rock&Roll " (2012).

Также играла в фильмах:
- «Любовь в большом городе 2» (2010)
- «Ржевский против Наполеона» (2012)

## Карьера певицы
В 2010 году состоялась дебютная работа в музыкальной карьере: вместе с Иракли снялась в совместном клипе на песню «Вокруг земли». Ролик, созданный режиссёром Юлией Ивановой и кинооператором Маратом Адельшиным, получил ротацию на нескольких российских музыкальных телеканалах, также композиция находилась в горячей ротации «Русского Радио», «Европы плюс», Love Radio, «Свежего радио», «Хит FM» и других радиостанций. Количество просмотров на YouTube-канале Ello превысило 500 тыс.
В 2011 году на YouTube-канале Ello состоялась премьера дебютной сольной видеоработы Кондры «Бармен Саша». Вскоре клип появился на всех музыкальных каналах России. Съемки проходили в Киеве, режиссёром видео выступил Сергей Ткаченко.
Также в 2011 году появляется следующий клип певицы на трек «Компас». Съёмки проходили в Лос-Анджелесе, режиссёр — Влад Опельянц, в съемках клипа приняла участие актриса Голливуда Наташа Алам. Летом 2012 вышел клип на трек «Это неправда», где в главной роли сыграл Константин Крюков.
В 2014 году был снят дебютный клип на песню «Доверчивая». Позже вышел клип на композицию «Мексика», снятый в Мексике, где вместо актёров были задействованы обычные местные жители. Режиссёр клипа — Мария Скобелева.

### Треки
- Бармен Саша
- Компас
- Это неправда
- Мексика
- Доверчивая
- Без тебя
- Кошка
- Далеко
- Быть свободной
- Ты опять не пришёл
- Ты мой
- Две недели
- Вокруг земли (с Иракли)
- Сделай шаг (с Иракли и Dino MC 47)
- Опять со мной ты играл в любовь

## Клипография
- Вокруг земли (с Иракли) (2010)
- Бармен Саша (2011)
- Компас (2011)
- Это неправда (2012)
- Мексика (2014)
- Доверчивая (2014)

## Награды и достижения
- Включена в «сотню самых сексуальных девушек планеты» по версии журнала FHM[4].
- «Самая сексуальная певица 2012 года» по версии журнала IFamous.
- «Музыкальная Премия Chilli Chart Award» в номинации «лучшая певица» за ноябрь 2014 года[5]
- Июнь 2017 — Лауреат Премии «Топ 100 Самых стильных людей России»[6].
- Модель года по версии телеканала Fashion TV «Fashion TV Awards 2017»[7].